# Фогт, Франц-Йозеф
Франц-Йозеф Фогт (нем. Franz-Josef Vogt; 30 октября 1985, Тризен) — лихтенштейнский футболист, полузащитник. Выступал в сборной Лихтенштейна.

## Карьера
Начал карьеру в 2002 году в футбольном клубе «Бальцерс». В 2005 году на один сезон играл в аренде в футбольном клубе «Кур 97». В 2010 году перешёл в футбольный клуб «Эшен-Маурен».
Дебютировал в сборной в 2003 году матче Македония-Лихтенштейн, в котором его команда проиграла со счетом 1-3. За сборную Фогт сыграл 23 матча.